# 이지윤 (방송인)
이지윤(1982년 8월 4일 ~ )은 대한민국 前 아나운서이며 예비역 대한민국 육군 장교 여군 중위이다.

## 활약
2003년 1월, KMTV 비디오 자키 콘테스트에서 첫 데뷔하였다. 이후 2009년 8월 KBS N 스포츠에 스포츠 아나운서로 입사하여 활동하다가, 2010년 말 퇴사 후 2012년까지 홈쇼핑 채널에서 근무했다. 2011년 12월 야구 선수 박병호와 결혼하였다.

## 별명
- 평강공주

## 학력
- 신명여자고등학교 졸업
- 중앙대학교 국어국문학과 학사(01학번 출신)
- 육군보병학교 수료(2007년)

## 젊은 시절
이지윤은 1982년 8월 4일 인천에서 태어났다. 이지윤은 신명여자고등학교를 거쳐, 2006년 중앙대학교 국어국문학과를 나왔다. 대학 재학 시절에 중앙대 홍보도우미 및 대학 교육방송국 기자로 활동했다. 대학교 3학년 때는 KBS 스카이 스포츠(현 KBS N 스포츠)에서 프로농구 전문 리포터로 활동하기도 했다.
이지윤은 대학 졸업 후 같은 해인 2006년 3월 여군사관 51기로 군에 입대했다. 16주의 훈련소 생활과 4개월의 정훈장교 교육을 거쳐 육군 8사단 신병교육대대 정훈장교로 발령받아 근무했다. 정훈장교로 근무하던 중 국방홍보원 견학을 갔다가 국군방송(KFN) 앵커는 항상 현역 군인이 맡는다는 것을 알게 되었고, 이후 국군방송의 공모에 합격해 국군방송으로 근무지를 옮겼다. 이지윤은 《국방뉴스》 취재 기자와 앵커로 활동했고, 《국방레이더365》도 맡아 진행했다. 방송 활동 외에 홍보지원대 중대장으로 홍보지원대원(연예병사)들도 지휘해야 했는데, 당시 그녀가 지휘하던 연예병사로는 가수 문희준, 량현량하, 김범수, 토니, 싸이 등이 있었다. 이지윤은 총 3년 4개월(40개월)의 군 복무 기간 중 2년 동안 방송 일을 했고, 2009년 7월 31일 중위로 퇴역했다. 이지윤은 퇴역 다음날인 8월 1일 스포츠 전문채널 KBS N 스포츠에 스포츠 아나운서로 입사했다.

## 경력
이지윤이 첫 진행을 맡은 프로그램은 프로배구 2009/2010시즌 《V리그 주간 하이라이트》였다. 2010년 8월에는 김석류 아나운서가 결혼 발표 후 《아이 러브 베이스볼》(시즌2) 진행을 그만두면서, 《아이 러브 베이스볼》 평일 진행을 맡게 되었다. 이후 이지윤은 같은 해 11월 NS홈쇼핑 쇼호스트로 이직했고, 이듬해인 2011년 7월부터는 CJ오쇼핑 e패션사업팀 상품기획자(MD)로 2012년 7월까지 근무했다.

## 개인 생활
이지윤은 2010년 4월부터 당시 LG 트윈스 소속이던 야구 선수 박병호와 교제를 시작했다. 박병호는 이지윤보다 네 살 연하였다. 둘은 이지윤에게 반한 박병호가 그녀의 싸이월드 미니홈피를 통해 쪽지를 보내면서 만나게 되었다. 이지윤이 KBS N 스포츠를 그만두고 홈쇼핑 채널로 이직한 것도 운동장에서 마주치는 게 부담스러웠던 박병호의 부탁 때문이었다. 이지윤과 박병호가 연애 중임은 2011년 3월 21일 언론 보도를 통해 알려졌다. 둘은 같은 해 12월 10일 서울 삼성동 웨딩의전당에서 비공개로 결혼식을 올렸다.
한편, 이지윤과 만나던 당시 박병호는 1군과 2군을 오가던 선수였고 성적도 좋지 못했다. 때문에 이지윤은 주변 사람들로부터 “유명하지도 않고 다른 선수들에 비해 돈도 많이 못 버는데 잘 생각해봐라”라는 충고까지 받았다. 그러나 이후 박병호가 승승장구하면서 이지윤은 ‘평강공주’로 불리기도 했다. 이지윤은 2013년 12월 한 텔레비전 프로그램에 출연해 결혼이란 “상대방의 성취에 편승하는 것이 아니라 함께 뭔가를 만들어 나가는 것”이라고 자신의 소신을 밝혔다. 박병호도 한 인터뷰에서 아내의 위상을 올려주려면 야구를 잘하는 길밖에 없어 야구에 더욱 매진하려 했다고 밝히며, “정말 제 아내는 어디에 내놔도 절대 꿀릴 사람이 아니었거든요. 저를 만나지 않았다면 더 행복하게 살 사람이었어요. 저 때문에, 저 때문에 초라해질까 봐 항상 미안했어요.” 라고 말하였다.
이지윤은 2014년 8월초 아들을 출산했다.

## 방송
- 2009년 KBS N 스포츠 《V리그 주간하이라이트》
- 2010년 KBS N 스포츠 《아이 러브 베이스볼》
- 2012년 KBS N 스포츠 《나는 야구선수와 결혼했다》